# Périostracum

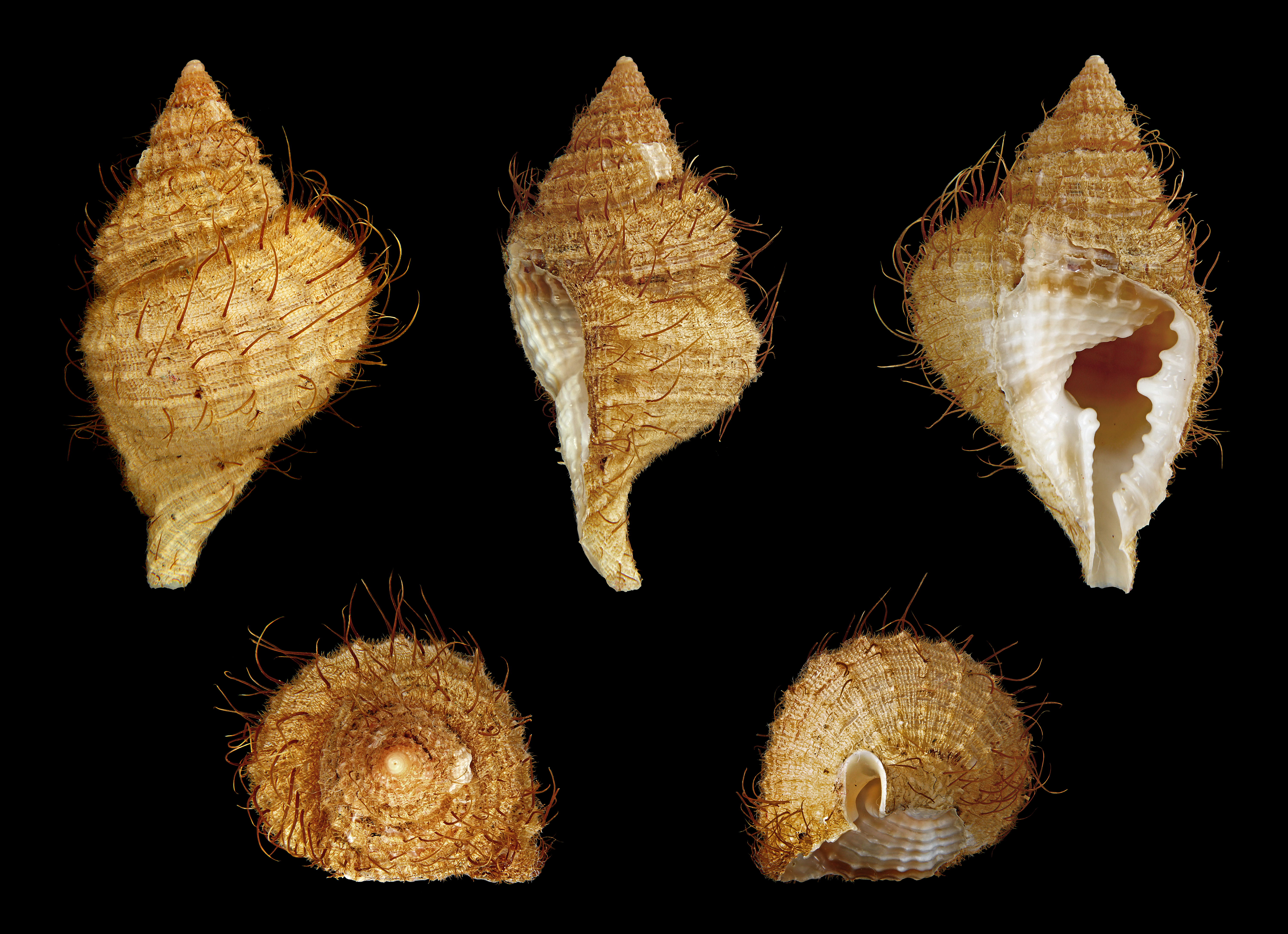
Coquilles de Distorsio muehlhaeusseri : le périostracum est clairement visible et forme des soies (sortes de poils) leur donnant un aspect velu.

Le périostracum est la fine enveloppe qui constitue la partie la plus externe de la coquille des mollusques et des brachiopodes, entre autres. On le trouve aussi bien chez des espèces terrestres, marines ou dulçaquicoles. Le périostracum fait partie intégrante de la coquille. Il se forme en même temps que les autres couches de la coquille.

## Étymologie
Le terme signifie en grec « autour de la coquille ». C’est une référence au fait que cette couche recouvre les parties minéralisées de la coquille, ou ostracum.

## Mollusques

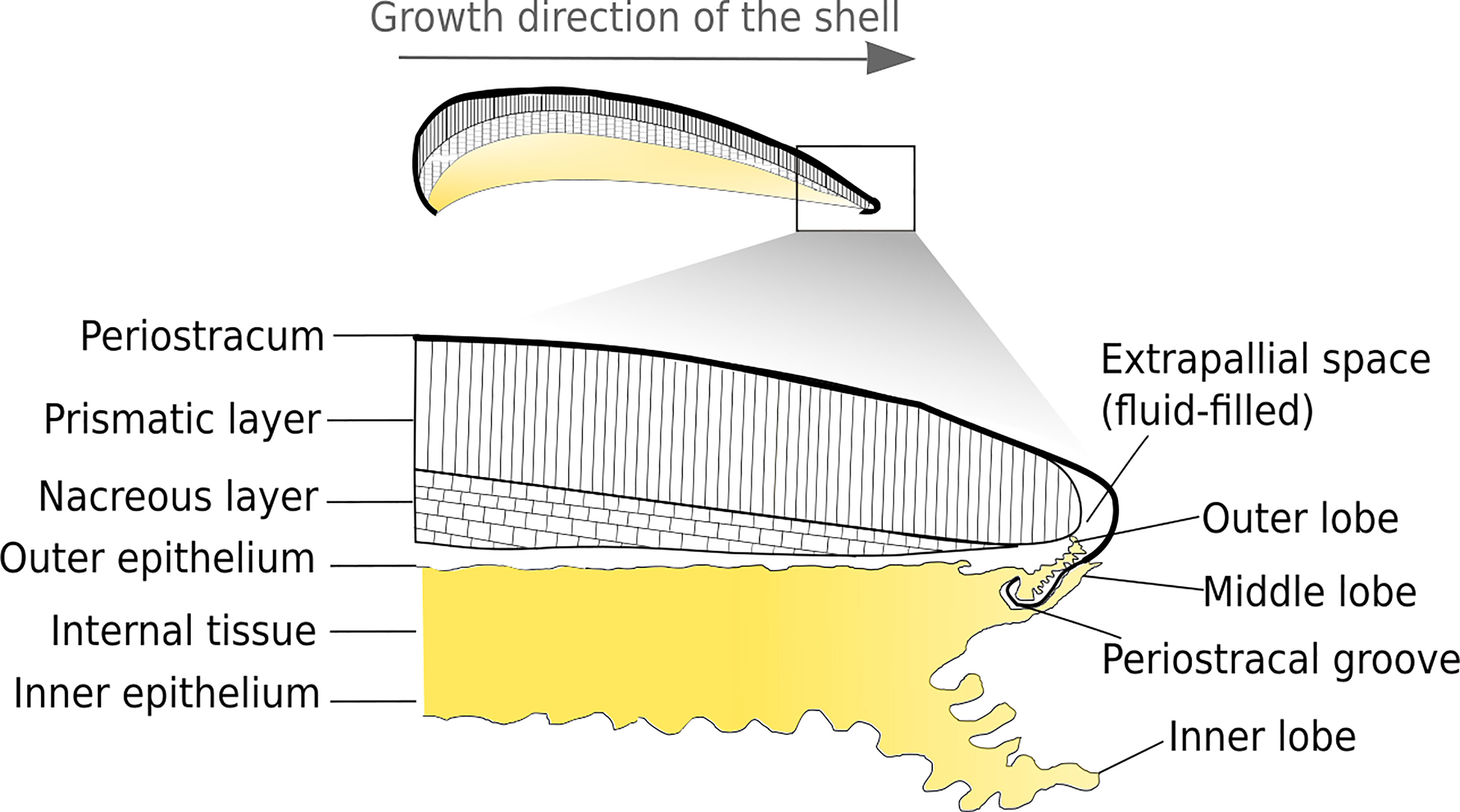
Schéma d'une coupe longitudinale d'une coquille de mollusque et du manteau dans la zone marginale, montrant le sens de la croissance et les trois couches composant cette coquille (périostracum, couche prismatique, couche nacrée).

Le périostracum des mollusques est composé de polysaccharides comprenant notamment la chitine (principal composant de l'exosquelette des crustacés), associés à un assemblage complexe de protéines hydrophiles, désigné classiquement sous le terme de conchyoline (matière azotée proche de la kératine chez les vertébrés),.
Le périostracum est couramment manquant sur une partie de la coquille, en particulier sur les zones les plus vieilles en raison de l'abrasion mécanique (il peut ainsi ne rester visible que sur les parties les plus récemment synthétisées). Certains parties peuvent être également éliminées par le bio-encrassement, les parasites ou les maladies. Cette élimination favorise la colonisation des strates minérales par d'autres formes d'organismes endolithes (cyanobactéries notamment) ou l'attaque chimique du milieu.
Cette couche joue différents rôles : protection contre la redissolution de la coquille, en particulier dans des eaux froides ou acides, ; propriétés antifouling ; camouflage contre les prédateurs par la présence de pigments mélaniques qui le rendent souvent jaune ou brun. Chez certaines espèces comme Conus tulipa, il se prolonge par des excroissances formant des soies qui piègent les fines particules de sable et de vase et contribuent au camouflage. Autres moyens de défense contre les prédateurs, les proéminences diverses (côtes, crêtes, bosses, épines, digitations…) rendant la coquille plus difficile à ingurgiter ou la renforcent et la rendent plus dure à fracturer.
Le périostracum disparaît rapidement à la mort de l'animal, raison pour laquelle les coquilles abandonnées sont souvent plus claires (avant d'être recouvertes d'algues ou abîmées par l'érosion).
| |
| Sur ce Conus leopardus, on voit nettement les parties de la coquille couvertes par le périostracum et celles où l'abrasion l'a fait disparaître (photo prise à Mayotte). |

| |
| La Littorine obtuse est une espèce polymorphique avec de nombreux morphes de couleurs. Les divers pigments localisés dans le périostracum sont probablement un moyen de camouflage par homochromie avec leur substrat algal en assurant une protection contre les prédateurs,. |

## Brachiopodes
Le périostracum des brachiopodes est constitué de chitine. Il est sécrété par des cellules situées sur la bordure du manteau. Ces cellules sont poussées vers la partie périphérique du manteau par des cellules plus récentes, et sécrètent alors la partie minérale de la valve.